# 赤星重規
赤星 重規（あかほし しげのり）は、室町時代末期から戦国時代にかけての武将。肥後国国人。赤星氏10代当主。

## 略歴
肥後菊池氏正統断絶後、菊池郡赤星村を本拠とし、菊池領内国人の指導に当たった。文明13年（1481年）若くして万句連歌に参加する。
永正2年（1505年）には菊池義武や阿蘇惟長の継嗣推戴の筆頭を務めた。